# یاک آلیک
یاک آلیک (استونیایی: Jaak Allik؛ زادهٔ ۸ اکتبر ۱۹۴۶) کارگردان تئاتر، سیاستمدار و نماینده سابق مجلس اهل استونی است.